# Qazaqstan (canal de televisión)
Qazaqstan (en kazajo: «Qazaqstan» Ұлттық телеарнасы; en ruso: Национальный телеканал «Казахстан») es un canal de televisión estatal de Kazajistán. Comenzó a transmitir el 8 de marzo de 1958, cuando formaba parte de la Unión Soviética. Es parte de la Corporación de Radio y Televisión Qazaqstan. La estación transmite las 24 horas del día en idioma kazajo y ruso.
El canal de televisión transmite desde Nur-sultán (desde el 1 de diciembre de 2012, las transmisiones se han trasladado a un nuevo centro de medios QazMedia Ortalygy en Nur-sultán) y Almaty y tiene una red regional de sucursales en todas las regiones de Kazajistán. Su programa consiste en información, programas educativos, películas y series de televisión en idioma kazajo. En las regiones, el canal tiene diferentes nombres (Kazakhstan Taraz, Kazakhstan - Friendly, etc.), como afiliados de la red de transmisión local controlados por la Corporación de Radio y Televisión Qazaqstan.